# Ischnochiton distigmatus
Ischnochiton distigmatus är en blötdjursart som beskrevs av Hull 1924. Ischnochiton distigmatus ingår i släktet Ischnochiton och familjen Ischnochitonidae. Inga underarter finns listade i Catalogue of Life.